# Heiki Nabi
Heiki Nabi (Kärdla, Estonija, 6. lipnja 1985.), estonski hrvač, olimpijski doprvak u hrvanju grčko-rimskim stilom u kategoriji do 120 kg. U finalu je poražen od dvostrukog olimpijskog pobjednika, Kubanca Mijaína Lópeza.
Također, Heiki je 2006. bio svjetski prvak u kategoriji do 96 kg te je osvojio dvije bronce na Univerzijadama u İzmiru i Ulan Batoru.

## Karijera

### OI 2012. London
| London 2012.      | London 2012. | London 2012.           | London 2012.     |
| Protivnik         | Zemlja       | Uspjeh                 | Natjecanje       |
| ----------------- | ------------ | ---------------------- | ---------------- |
| Ioseb Chugoshvili | Bjelorusija  | 0:1, 1:0, 3:0; pobjeda | osmina završnice |
| Łukasz Banak      | Poljska      | 1:0, 1:0; pobjeda      | četvrtzavršnica  |
| Johan Eurén       | Švedska      | 0:1, 1:0, 3:0; pobjeda | poluzavršnica    |
| Mijaín López      | Kuba         | 0:2, 0:1 poraz         | finale           |

## Vanjske poveznice
- Hrvačka baza podataka
- The-sports.org